# Walentyna Dermacka
Walentyna Anna Dermacka, z domu Sapieha (ur. 7 sierpnia 1922 w Nowogródku, zm. 27 marca 1999) – polska kolekcjonerka, założycielka muzeum sztuki ludowej w Pieckach.

## Życiorys
Była córką Pawła Sapiehy (1880–1936) i Anny z Puchowskich (1880–1943). Jej przodkowie ze strony ojca utracili szlachectwo za udział w powstaniu listopadowym i styczniowym. Ojciec był kolekcjonerem narzędzi rolniczych, matka uczyła dzieci ludowych pieśni, hafciarstwa i tkactwa. Małżonkowie dochowali się ośmioro dzieci.
Walentyna Sapieha uczyła się w szkole we wsi Morozowicze, gdzie z rodziną mieszkała. Potem uczęszczała do średniej szkole rolniczej w Mińsku. Naukę przerwał wybuch II wojny światowej. Z siostrą uciekła do Prus Wschodnich, gdzie trafiły na roboty przymusowe. Po 1945, po wkroczeniu Armii Czerwonej do Olsztyna, została zmuszona do pracy w radzieckiej komendanturze jako tłumaczka języka niemieckiego i rosyjskiego. Potem oddelegowano ją na stanowisko administracyjne do Dąbrówna. W kolejnych latach wraz z mężem, którego poznała w Dąbównie i wyszła za mąż w 1947, Aleksandrem Dermackim (1902–1987), była przenoszona do pracy w gospodarstwach rybackich. Dermaccy mieli córkę Marię (ur. 1952) i syna Jana (1954–1999).
W 1958 Dameccy zamieszkali we wsi Piecki nad jeziorem Wągiel, gdzie prowadzili gospodarstwo rolne. Walentyna Dermacka zaczęła gromadzić narzędzia i sprzęt rolniczy, które należały do rdzennej ludności mazurskiej wysiedlanej przez władze państwowe, skupowała przedmioty codziennego użytku, plastykę obrzędową (wycinanki, tkaniny, hafty, obrazy, bibułowe kwiaty i palemki), ceramikę, publikacje w języku polskim. Działając korespondencyjnie, stworzyła kolekcję prac najlepszych wówczas rzeźbiarzy ludowych. We własnym domu otworzyła izbę pamięci. Dzięki dużej liczbie prac Władysławy Prucnal z Medyni Głogowskiej, nabytych od artystki, w domu Dermackich powstało prywatne muzeum sztuki ludowej. By mogło pełnić funkcję edukacyjną, właścicielka projektowała figury i cykle przedstawień na temat życia dawniej na wsi. Napisała również wiersze, które uzupełniały opowieść o eksponatach. Prace Władysławy Prucnal w muzeum w Pieckach to jedyny w Polsce tak bogaty zbiór zgromadzony w prywatnej kolekcji.
W latach 70. XX Walentyna Dermacka prowadziła kronikę wsi Piecki. Natrafiwszy na informacje o nauczycielu i pisarzu Ernstcie Wiechercie (1887–1950), zaczęła gromadzić jego publikacje i przedmioty z nim związane, popularyzowała jego twórczość. Zainicjowała powstanie izby jego pamięci w Piersławku. Korzystała z umiejętności językowych, korespondując z ludźmi z całego świata, którzy przyjeżdżali na Mazury śladami Wiercherta, albo należeli do Międzynarodowego Stowarzyszenia Twórczości Ernsta Wiecherta w Niemczech.
W drugiej połowie lat 70. XX wieku wraz z naczelnikiem gminy Piecki Stanisławem Rojkiem zainicjowała przygotowanie herbu gminy. Wykonała projekt, który został zaakceptowany w 1996. Po korektach Centrum Heraldyki Polskiej posłużył do stworzenia herbu gminy.
Została pochowana na cmentarzu komunalnym w Mrągowie. 

## Odznaczenia i nagrody
Otrzymała Odznakę Zasłużony dla Warmii i Mazur (1996), Medal Pro Publico Bono (wraz z córką Marią) za przyczynienie się do rozwoju kultury polskiej (1997) oraz Krzyż Kawalerski Orderu Odrodzenia Polski (1999). W uznaniu zasług za działalność na rzecz zachowania świadomości narodowej i kultury polskiej Polaków zamieszkałych na terenach należących przed II wojną światową do Niemiec oraz za pomoc rdzennej ludności Mazur w latach 80. XX wieku przyznano jej Medal Rodła. Została honorową członkinią Mrągowskiego Koła Numizmatycznego, które wybiło na jej cześć medal.

## Upamiętnienie
Opiekę nad kolekcją objęła córka Maria Dermacka, a w 2012 kolekcję przejął samorząd gminy Piecki. Utworzono Muzeum Regionalne im. Walentyny Dermackiej z Sapiehów. Zarządza nim Gminny Ośrodek Kultury w Pieckach. Znajduje się w wydzierżawionych pomieszczeniach domu przy ul. Zwycięstwa 48 w Pieckach.
Od 2019 corocznie w lipcu na terenie ogrodu przy dawnym domu Walentyny Dermackiej odbywa się Festiwal Ceramiki.